# Uit m'n bol
Uit m'n bol is een nummer van de Nederlandse zanger André Hazes. Het nummer verscheen op zijn album Met heel mijn hart uit 1993. Dat jaar werd het nummer uitgebracht als de tweede single van het album.

## Achtergrond
Uit m'n bol is geschreven door Marty Schreijenberg, Emile Hartkamp en Hazes en geproduceerd door John van de Ven en Jack Verburgt. Het nummer gaat over een man die een hele avond wil drinken en lol wil trappen, omdat hij van het leven houdt. Dit doet hij zodat hij zijn zorgen even kan vergeten. Het nummer werd geen heel grote hit, maar kwam wel tot plaats 36 in de Nederlandse Top 40 en plaats 37 in de Mega Top 50. In 2007, drie jaar na het overlijden van Hazes, verscheen er op het compilatiealbum Samen met Dré een versie van het nummer in duet met Paul de Leeuw.

## Hitnoteringen

### Nederlandse Top 40
| Hitnotering: 18-12-1993 t/m 15-01-1994 | Hitnotering: 18-12-1993 t/m 15-01-1994 | Hitnotering: 18-12-1993 t/m 15-01-1994 | Hitnotering: 18-12-1993 t/m 15-01-1994 | Hitnotering: 18-12-1993 t/m 15-01-1994 | Hitnotering: 18-12-1993 t/m 15-01-1994 |
| Week:                                  | 1                                      | 2                                      | 3                                      | 4                                      |                                        |
| -------------------------------------- | -------------------------------------- | -------------------------------------- | -------------------------------------- | -------------------------------------- | -------------------------------------- |
| Positie:                               | 38                                     | 36                                     | 36                                     | 40                                     | uit                                    |

### Mega Top 50
| Hitnotering: 18-12-1993 t/m 08-01-1994 | Hitnotering: 18-12-1993 t/m 08-01-1994 | Hitnotering: 18-12-1993 t/m 08-01-1994 | Hitnotering: 18-12-1993 t/m 08-01-1994 | Hitnotering: 18-12-1993 t/m 08-01-1994 |
| Week:                                  | 1                                      | 2                                      | 3                                      |                                        |
| -------------------------------------- | -------------------------------------- | -------------------------------------- | -------------------------------------- | -------------------------------------- |
| Positie:                               | 42                                     | 37                                     | 41                                     | uit                                    |

### NPO Radio 2 Top 2000
| Nummer met noteringen in de NPO Radio 2 Top 2000 | '21  | '22  | '23  |
| ------------------------------------------------ | ---- | ---- | ---- |
| Uit m'n bol                                      | 1653 | 1413 | 1601 |

1. ↑  Een vetgedrukt getal geeft de hoogste notering aan.
2. ↑  2021 was het eerste jaar met een notering voor dit nummer.
3. ↑  Deze tabel is bijgewerkt tot en met de laatste editie (2024).

## Versie van Kris Kross Amsterdam, Donnie & Tino Martin
In 2022 brachten Kris Kross Amsterdam, Donnie en Tino Martin een cover van het nummer uit met als titel Vanavond (Uit m'n bol) in het televisieprogramma Hazes is de Basis. Deze versie bereikte de zevende positie in de Nederlandse Top 40 en de tweede positie in de Nederlandse Single Top 100.